# جوئل کلوارک
جوئل کلوارک (انگلیسی: Joël Cloarec؛ زادهٔ ۵ فوریهٔ ۱۹۶۶) بازیکن فوتبال سابق اهل فرانسه است که به عنوان مهاجم بازی می‌کرد. وی اکنون به عنوان سرمربی فعالیت می‌کند.
از باشگاه‌هایی که در آن بازی کرده‌است می‌توان به باشگاه فوتبال گنگام، باشگاه فوتبال پاری سن ژرمن، باشگاه فوتبال استاد برستوا ۲۹، و باشگاه فوتبال والنسین اشاره کرد.
وی همچنین در تیم ملی فوتبال Brittany بازی کرده‌است.